# Мазалово (Костромская область)
Мазалово — деревня в Чухломском муниципальном районе Костромской области. Входит в состав Повалихинского сельского поселения

## География
Находится в северной части Костромской области на расстоянии приблизительно 7 км на север-северо-восток по прямой от города Чухлома, административного центра района.

## История
Нанесена была на карту 1816 года. В 1872 году здесь было учтено 30 дворов, в 1907 году — 28.

## Население
Постоянное население составляло 158 человек (1872 год), 167 (1897), 87 (1907), 40 в 2002 году (русские 85 %), 12 в 2022.